# Діоптрія
Діо́птрія (позначення:дптр або діоп., міжнародне: dpt або D) — метрична позасистемна одиниця вимірювання оптичної сили.
1 діоптрія — це оптична сила оптичної системи з фокусною відстанню 1 метр.
1 діоптрія = 1 м−1.
Оптична сила лінз, що збирають промені, вважається додатною, а тих, що розсіюють — від'ємною. Саме у діоптріях вимірюють оптичну силу окулярів і контактних лінз. Для короткозорих використовуються лінзи з від'ємною оптичною силою (число діоптрій менше за нуль); для далекозорих, навпаки — лінзи мають додатне значення діоптрій.